# خوان أسيفيدو
خوان أسيفيدو (بالإسبانية: Juan Acevedo)‏ هو لاعب كرة قاعدة مكسيكي، ولد في 5 مايو 1970 في سيوداد خواريز في المكسيك.

## وصلات خارجية
- خوان أسيفيدو على موقع دوري كرة القاعدة الرئيسي (الإنجليزية)
- خوان أسيفيدو على موقعبيزبول رفرنس.كوم (الدوري الرئيسي) (الإنجليزية)
- خوان أسيفيدو على موقعبيزبول رفرنس.كوم (الدوري الثانوي) (الإنجليزية)
- خوان أسيفيدو على موقع إي إس بي إن.كوم (أم.أل.بي) (الإنجليزية)
- خوان أسيفيدو على موقع مشجعي الرسوم البيانية (الإنجليزية)